# Cotarsina maxima
Cotarsina maxima là một loài bướm đêm trong họ Noctuidae.